# Klaar kiming
Klaar kiming - Nordfriserne et mindretal er en dansk dokumentarfilm fra 1991 med instruktion og manuskript af Hans Wessing, Annette Bastiansen.

## Handling
I det nordvestlige Sydslesvig mod grænsen til Danmark ligger Nordfrisland, et af de mindste sprogområder i Europa. Ved Vadehavet - på øer, halliger og fastlandet - bor 60.000 af frisisk herkomst, og 10.000 mennesker har stadig nordfrisisk som modersmål. Nordfriserne kæmper for sprogets overlevelse. I Nordfrisland tales stadig 9 dialekter samt tysk, plattysk, sønderjysk og dansk. En dreng siger i filmen: "Jeg snakker frisisk med min mor og tysk med min far, dansk i skolen og tysk med de fleste kammerater - og frisisk med kalvene og kattene." Filmen giver ordet til friserne. De lever i en sproglig og kulturel mangfoldighed, der nok kan opleves som truende, men som samtidig er værdifuld, fordi det enkelte menneske dagligt konfronteres med spørgsmål, der vedrører det sproglige og kulturelle tilhørsforhold, og som måske kan udvikle toleranceevnen over for andre kulturer.